# هاناپپ (هاوایی)
هاناپپ (به انگلیسی: Hanapepe) یک منطقهٔ مسکونی در ایالات متحده آمریکا است که در شهرستان کائوآئی، هاوایی واقع شده‌است. هاناپپ ۲٫۵ کیلومتر مربع مساحت و ۲٬۶۳۸ نفر جمعیت دارد و ۲۸ متر بالاتر از سطح دریا واقع شده‌است.